# Brazylia na Zimowych Igrzyskach Paraolimpijskich 2018
Brazylia na Zimowych Igrzyskach Paraolimpijskich 2018 – występ kadry sportowców reprezentujących Brazylii na igrzyskach paraolimpijskich w Pjongczangu w 2018 roku.
W kadrze znalazło się trzech zawodników: jedna kobieta i dwóch mężczyzn. Wzięli udział w 9 konkurencjach w 2 dyscyplinach. Był to drugi występ reprezentacji w zimowych igrzyskach paraolimpijskich. Cała drużyna składała się z 12 osób.

## Reprezentanci

### Kobiety
| Zawodniczka | Dyscyplina        | Konkurencja | Podgrupa | Czas    | Strata  | Miejsce | Źródło      |
| ----------- | ----------------- | ----------- | -------- | ------- | ------- | ------- | ----------- |
| Aline Rocha | Biegi narciarskie | 12 km       | LW11     | 46:22,3 | +8:06,4 | 15.     | [ 3 ]       |
| Aline Rocha | Biegi narciarskie | Sprint      | LW11     | 4:23,13 | +53,27  | 22.     | [ 4 ] [ 5 ] |
| Aline Rocha | Biegi narciarskie | 5 km        | LW11     | 19:23,4 | +2:41,4 | 12.     | [ 6 ]       |

### Mężczyźni
| Zawodnik        | Dyscyplina        | Konkurencja | Podgrupa | Czas                             | Strata  | Miejsce | Źródło        |
| --------------- | ----------------- | ----------- | -------- | -------------------------------- | ------- | ------- | ------------- |
| André Cintra    | Snowboarding      | Cross       | SB-LL1   | 1:18,72 (Q) Oguri (1/8 finału) P | +17,99  | 10.     | [ 7 ] [ 8 ]   |
| André Cintra    | Snowboarding      | Slalom      | SB-LL1   | 1:07,88                          | +15,98  | 10.     | [ 9 ]         |
| Cristian Ribera | Biegi narciarskie | 15 km       | LW11     | 43:47,5                          | +2:10,5 | 6.      | [ 10 ]        |
| Cristian Ribera | Biegi narciarskie | Sprint      | LW11     | 3:17,36                          | +16,80  | 15.     | [ 11 ] [ 12 ] |
| Cristian Ribera | Biegi narciarskie | 7,5 km      | LW11     | 23:41,6                          | +1:13,2 | 9.      | [ 13 ]        |

### Sztafety
| Zawodnik                    | Dyscyplina        | Konkurencja                  | Czas    | Strata  | Miejsce | Źródło |
| --------------------------- | ----------------- | ---------------------------- | ------- | ------- | ------- | ------ |
| Cristian Ribera Aline Rocha | Biegi narciarskie | Sztafeta mieszana 4 x 2,5 km | 32:16,7 | +7:44,8 | 13.     | [ 14 ] |